# الخلالطة (أولاد ناصر)
الخلالطة هي إحدى مشيخات المملكة المغربية، تتبع جغرافيا لإقليم الفقيه بن صالح وإداريًا لأولاد ناصر. يقدر عدد سكانها بـ 13930 نسمة حسب الإحصاء الرسمي للسكان والسكنى لسنة 2004.